# La Chapelle-Saint-Quillain
La Chapelle-Saint-Quillain ist eine französische Gemeinde im Département Haute-Saône in der Region Bourgogne-Franche-Comté.

## Geographie
La Chapelle-Saint-Quillain liegt auf einer Höhe von 235 m über dem Meeresspiegel, acht Kilometer nördlich von Gy und etwa 31 Kilometer nordwestlich der Stadt Besançon (Luftlinie). Das Dorf erstreckt sich im Südwesten des Départements, im Saônebecken nördlich der Niederung der Petite Morte am Südrand des Bois de Saint-Gand.
Die Fläche des 10,42 km² großen Gemeindegebiets umfasst einen Abschnitt der leicht gewellten Landschaft südöstlich der Saône. Von Osten nach Westen wird das Gebiet von der Niederung der Petite Morthe durchquert, welche für die Entwässerung über den Cabri zur Morte sorgt. Die fruchtbaren Alluvialböden werden überwiegend landwirtschaftlich genutzt. Südlich der Niederung reicht der Gemeindeboden bis in die Waldung der Petits Bois de Gy. Nach Norden erstreckt sich das Gebiet auf das Plateau des Bois de Saint-Gand, das geologisch zum Saônebecken zählt und aus tertiären Ablagerungen aufgebaut ist. Es liegt durchschnittlich auf 250 m und ist von ausgedehnten Wäldern bestanden. Mit 262 m wird auf der Anhöhe bei Les Blancs die höchste Erhebung von La Chapelle-Saint-Quillain erreicht. Die nördliche Grenze verläuft im Bois de Saint-Gand, und ganz im Norden reicht das Areal bis in das Quellgebiet des Cabri.
Zu La Chapelle-Saint-Quillain gehören neben dem eigentlichen Ort mehrere Weiler und Einzelhöfe:
- Les Verrières Hautes (255 m) in einer Rodungsinsel am Rand des Bois de Saint-Gand
- Les Verrières Basses (255 m) in einer Rodungsinsel am Rand des Bois de Saint-Gand
- Les Blancs (257 m) auf einer Anhöhe südlich des Bois de Saint-Gand
- La Madeleine (238 m) am Westrand des Bois de Saint-Gand bei Sainte-Reine

Nachbargemeinden von La Chapelle-Saint-Quillain sind Seveux-Motey und Saint-Gand im Norden, Étrelles-et-la-Montbleuse im Osten, Vantoux-et-Longevelle, Vellefrey-et-Vellefrange und Angirey im Süden sowie Vellemoz und Sainte-Reine im Westen.

## Geschichte
Im Mittelalter gehörte La Chapelle-Saint-Quillain zur Freigrafschaft Burgund und darin zum Gebiet des Bailliage d’Amont. Die lokale Herrschaft hatten die Herren von Gy inne. Zusammen mit der Franche-Comté gelangte das Dorf mit dem Frieden von Nimwegen 1678 definitiv an Frankreich.

## Bevölkerung
| Jahr                       | 1962 | 1968 | 1975 | 1982 | 1990 | 1999 | 2011 | 2018 |
| Einwohner                  | 135  | 132  | 120  | 113  | 95   | 96   | 136  | 158  |
| Quellen: Cassini und INSEE |      |      |      |      |      |      |      |      |

Mit 146 Einwohnern (1. Januar 2022) gehört La Chapelle-Saint-Quillain zu den kleinsten Gemeinden des Départements Haute-Saône. Nachdem die Einwohnerzahl während des 20. Jahrhunderts deutlich abgenommen hatte (1896 wurden noch 320 Personen gezählt), wurde seit Beginn der 1990er Jahre wieder ein leichtes Bevölkerungswachstum verzeichnet.

## Sehenswürdigkeiten

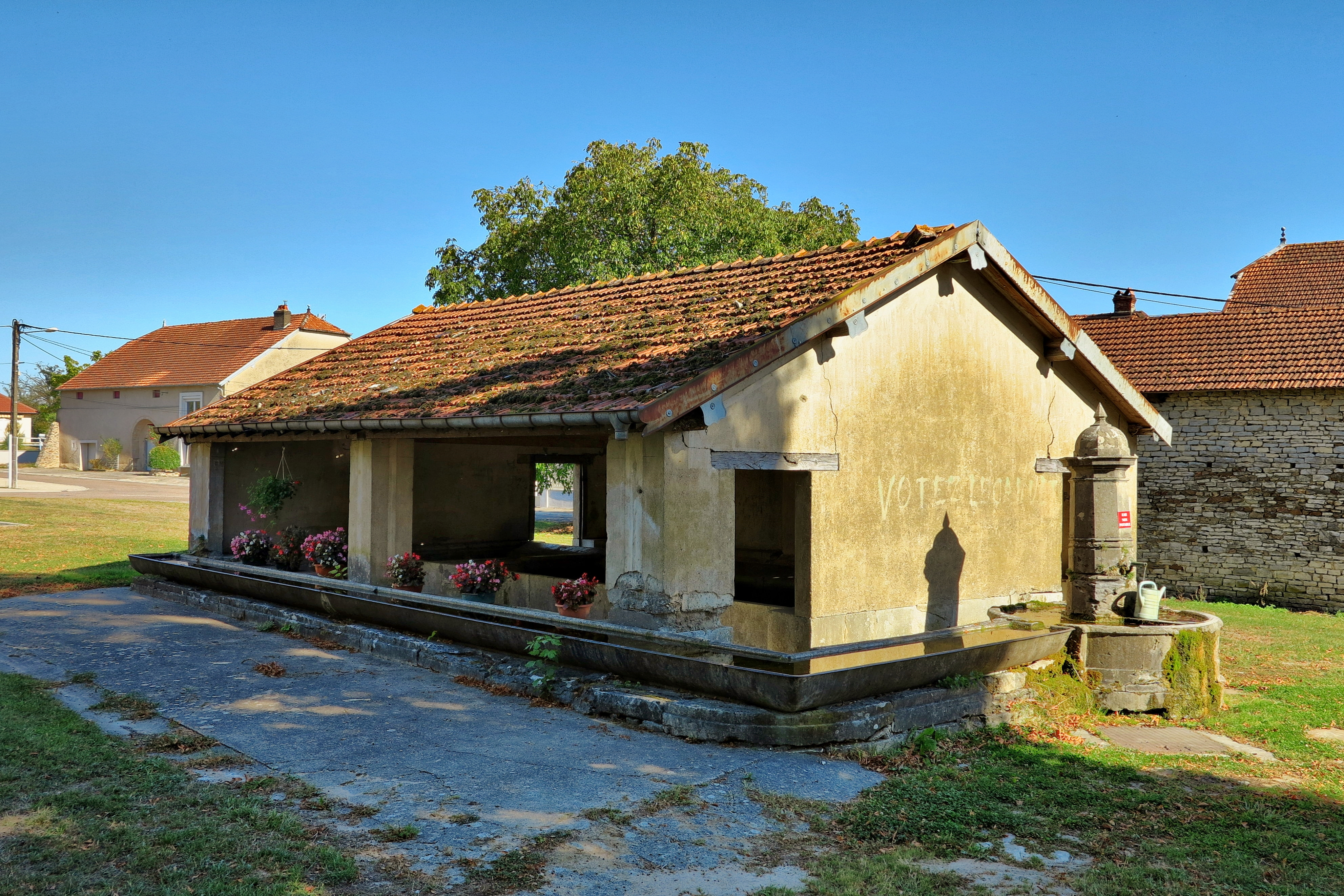
Lavoir

Die Kirche Décollation-de-Saint-Jean-Baptiste wurde im 19. Jahrhundert neu erbaut und besitzt eine reiche Innenausstattung, darunter einen Holzaltar aus dem 18. Jahrhundert, eine Statue des Saint-Quillain (16. Jahrhundert) sowie verschiedene weitere Statuen. Im Weiler La Madeleine steht die ursprünglich romanische Kapelle Sainte-Madeleine.
|  |  |

## Wirtschaft und Infrastruktur
La Chapelle-Saint-Quillain war bis weit ins 20. Jahrhundert hinein ein vorwiegend durch die Landwirtschaft (Ackerbau, Obstbau und Viehzucht) und die Forstwirtschaft geprägtes Dorf. Außerhalb des primären Sektors gibt es nur wenige Arbeitsplätze im Dorf. Einige Erwerbstätige sind auch Wegpendler, die in den größeren Ortschaften der Umgebung ihrer Arbeit nachgehen.
Die Ortschaft liegt abseits der größeren Durchgangsachsen an einer Departementsstraße, die von Gy nach Fresne-Saint-Mamès führt. Weitere Straßenverbindungen bestehen mit Gray, Oiselay, Frasne-le-Château und Seveux.